# Pliskovica
Pliskovica este o localitate din comuna Sežana, Slovenia, cu o populație de 219 locuitori.